# Hypena fractilinealis
Hypena fractilinealis là một loài bướm đêm trong họ Erebidae.